# Хоростець
Хоросте́ць —село в Україні, у Зборівській міській громаді Тернопільського району Тернопільської області. Розташоване на півночі району. До 2016 було підпорядковане Августівській сільській раді. 
Населення — 237 осіб (2007).

## Історія
Перша писемна згадка — 1503 як Хворостець.
Діяли «Просвіта» та інші товариства.
12 червня 2020 року, відповідно до розпорядження Кабінету Міністрів України № 724-р «Про визначення адміністративних центрів та затвердження територій територіальних громад Тернопільської області» увійшло до складу Зборівської міської громади.
19 липня 2020 року, в результаті адміністративно-територіальної реформи та ліквідації Козівського району, село увійшло до складу Тернопільського району.

## Населення
Населення села в минулому:
| Рік  | Число осіб | Українців греко-католиків | Поляків та римо-католиків | Євреїв |
| ---- | ---------- | ------------------------- | ------------------------- | ------ |
| 1900 | 473        | 427                       | 14                        | 32     |
| 1939 | ▲ 830      | ▲ 795                     | ▼ 10                      | ▼ 25   |

Місцева говірка належить до наддністрянського говору південно-західного наріччя української мови.

### Мова
Розподіл населення за рідною мовою за даними перепису 2001 року:
| Мова       | Кількість | Відсоток |
| ---------- | --------- | -------- |
| українська | 267       | 100%     |

## Пам'ятки
- церква святого Михайла (1918, дерев'яна)
- церква святого архістратига Михаїла (2003, мурована).

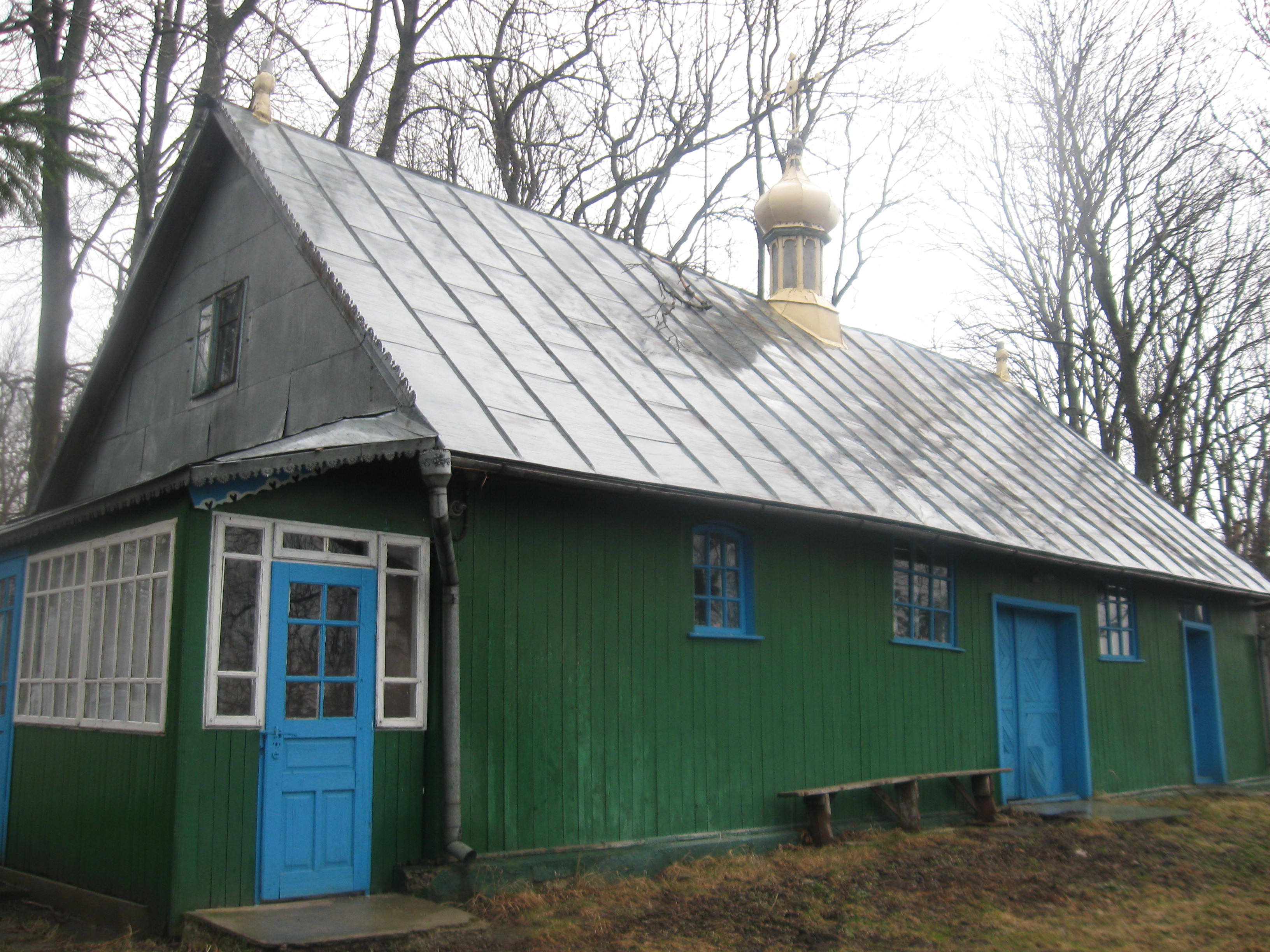
Дерев'яна церква, 1918
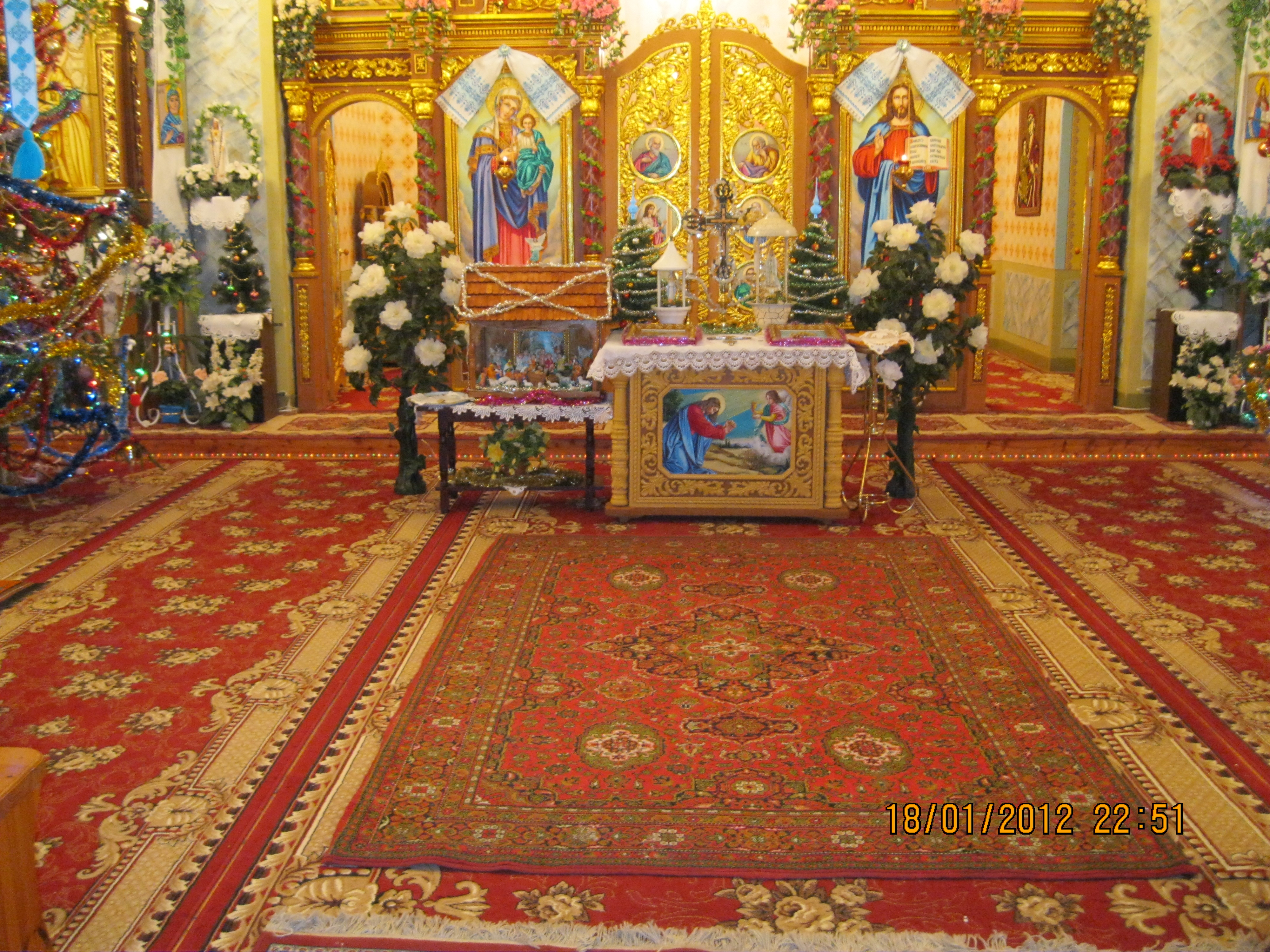
Церква, 2003 (інтер'єр)

Насипано символічну могилу Борцям за волю України (1990), встановлено пам'ятний хрест на честь скасування панщини.

## Соціальна сфера
Працюють ЗОШ 1 ступ., ФАП.

## Відомі люди

### Народилися
- Богдан Андрусишин (нар. 1959) — український історик, правознавець, археограф, педагог, доктор історичних наук, професор, дійсний член Української академії історичних наук та АН Вищої школи, член-кореспондент Української академії політичних наук;
- Ярослава Пархомчук (Штокало) (нар. 1949) — український журналіст, публіцист, літератор, Заслужений журналіст України;
- Марія Чабайовська (Андрусишин) — український педагог, філолог, кандидат педагогічних наук, доцент.

## Галерея

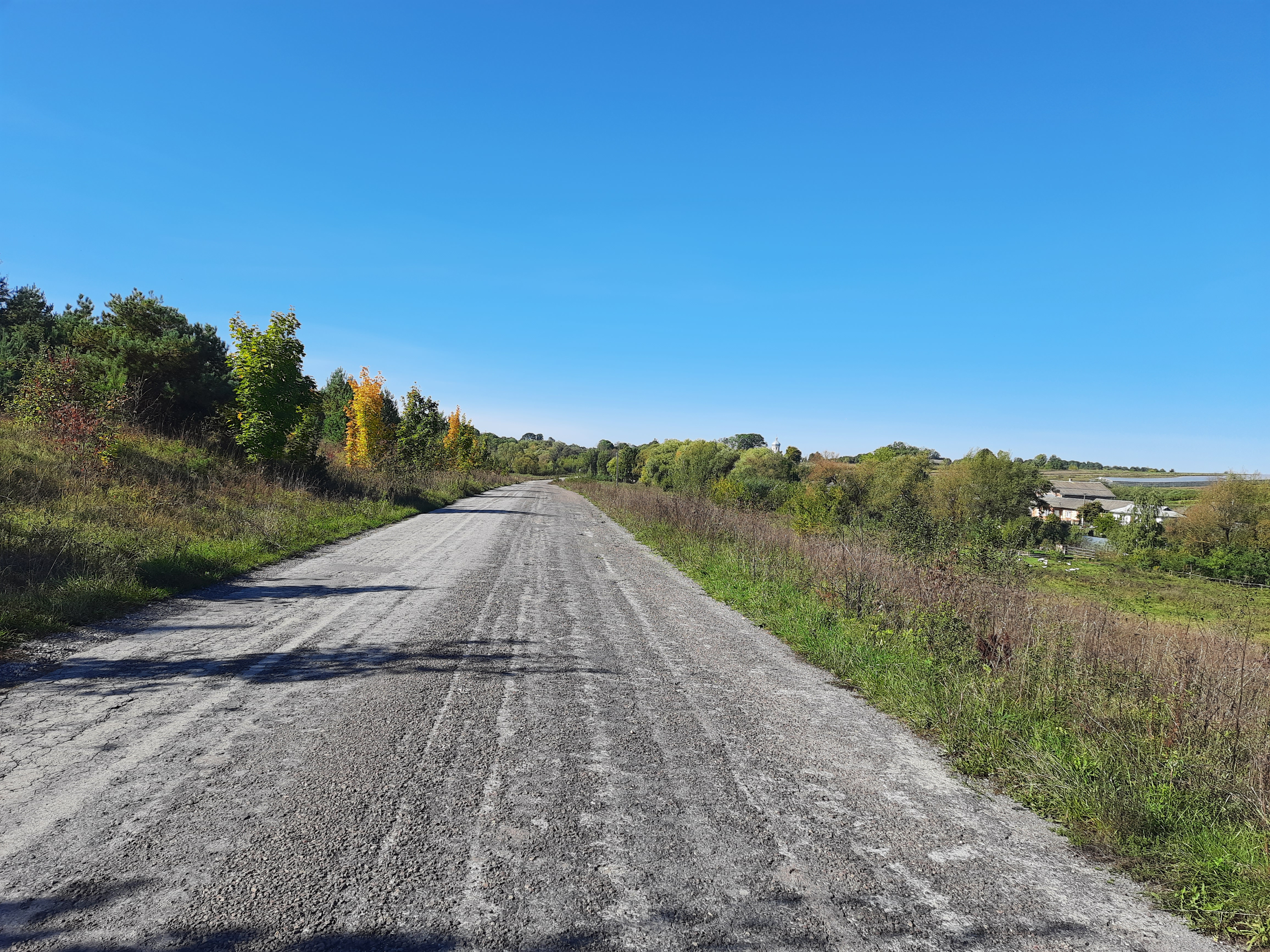
Дорога в село
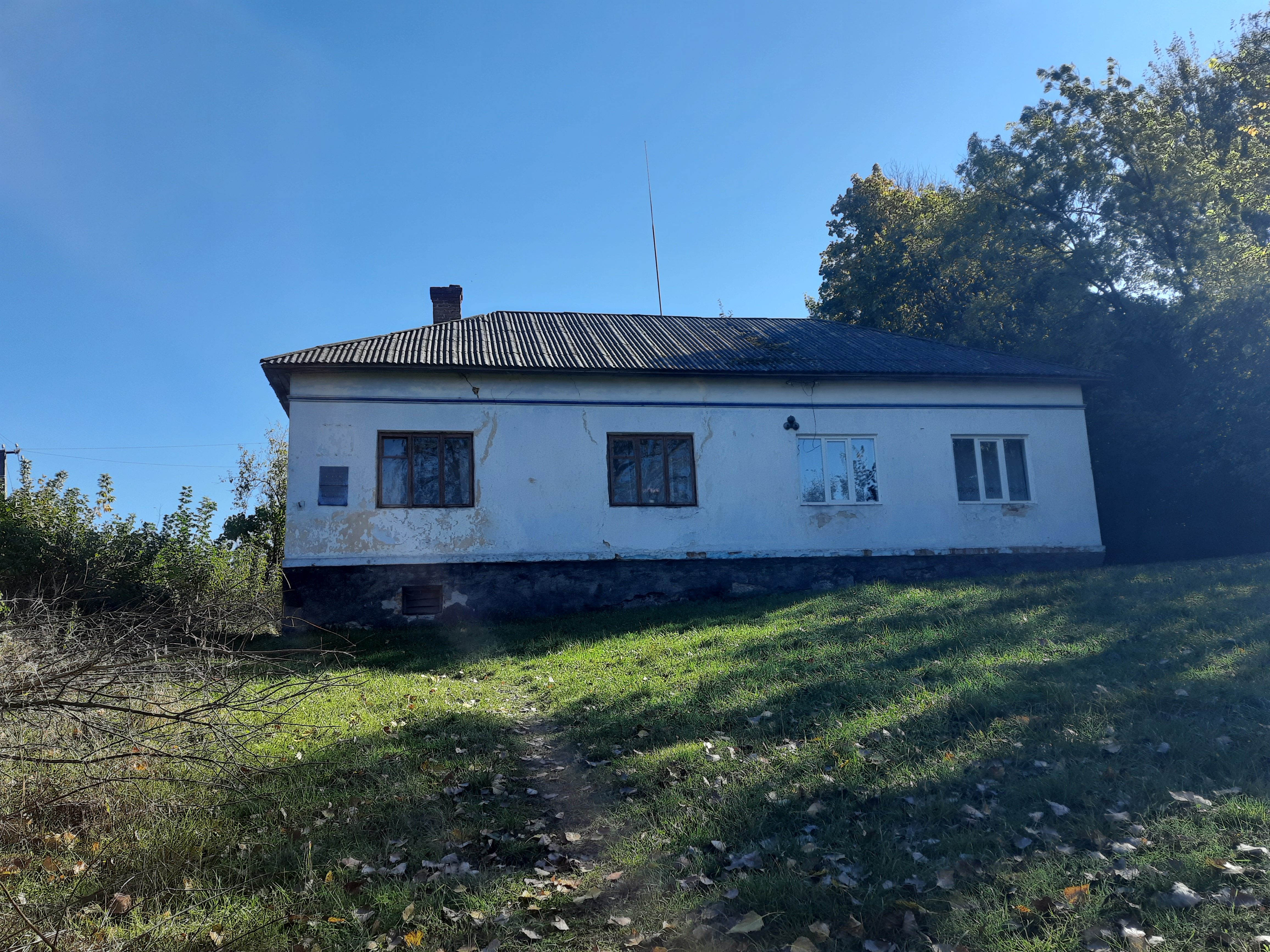
Клуб
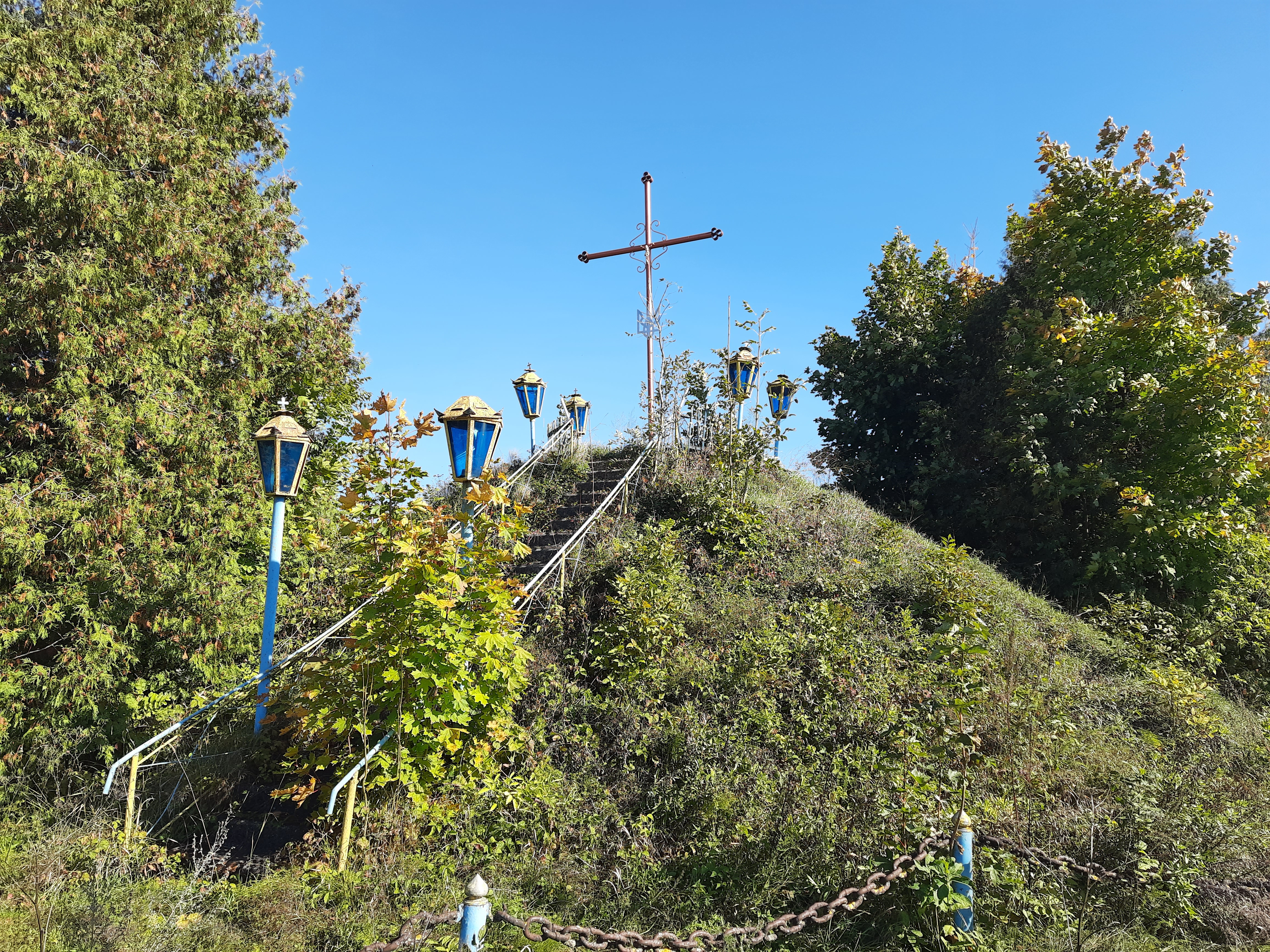
Символічна могила Борцям за волю України
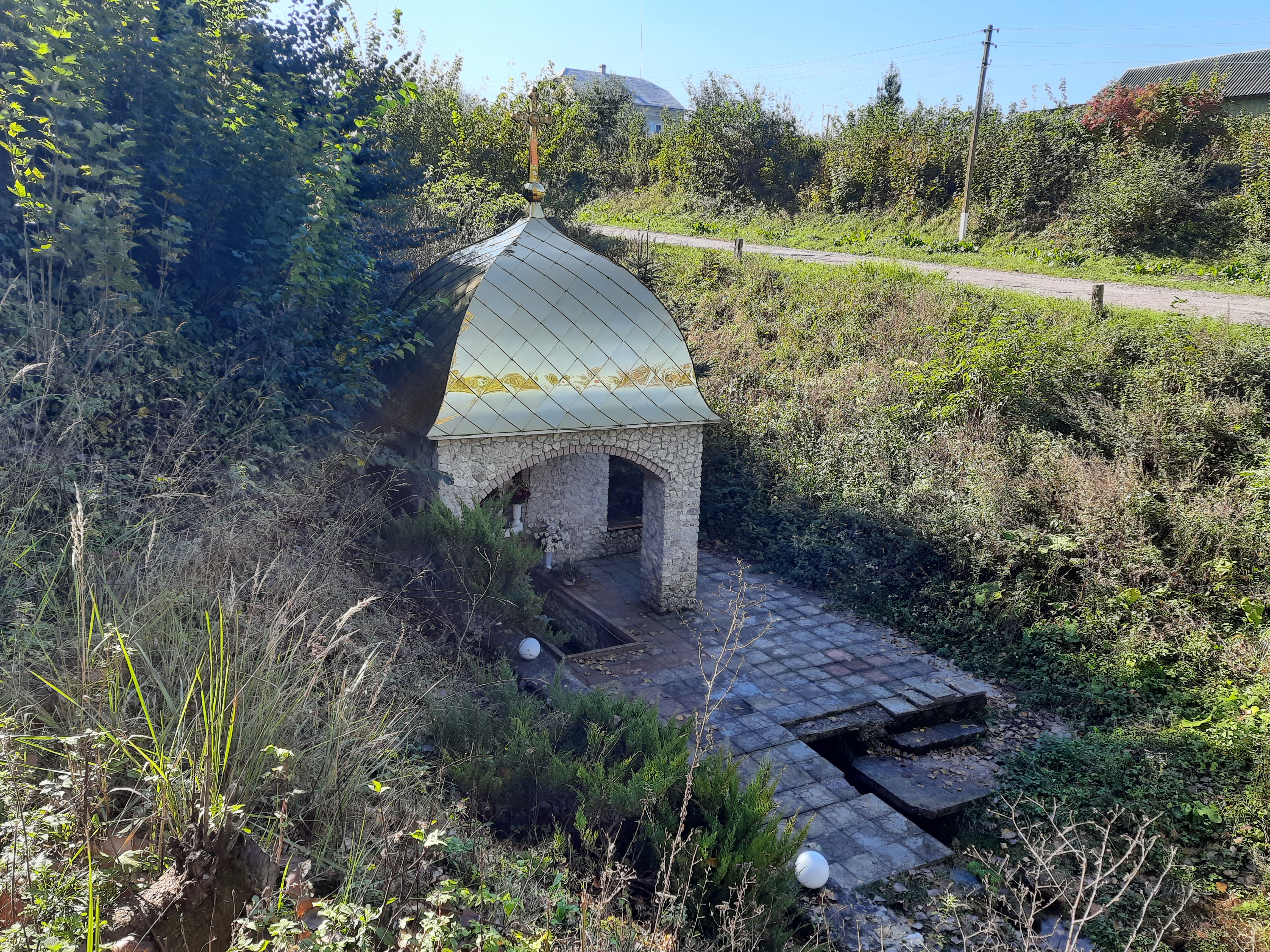
Джерело
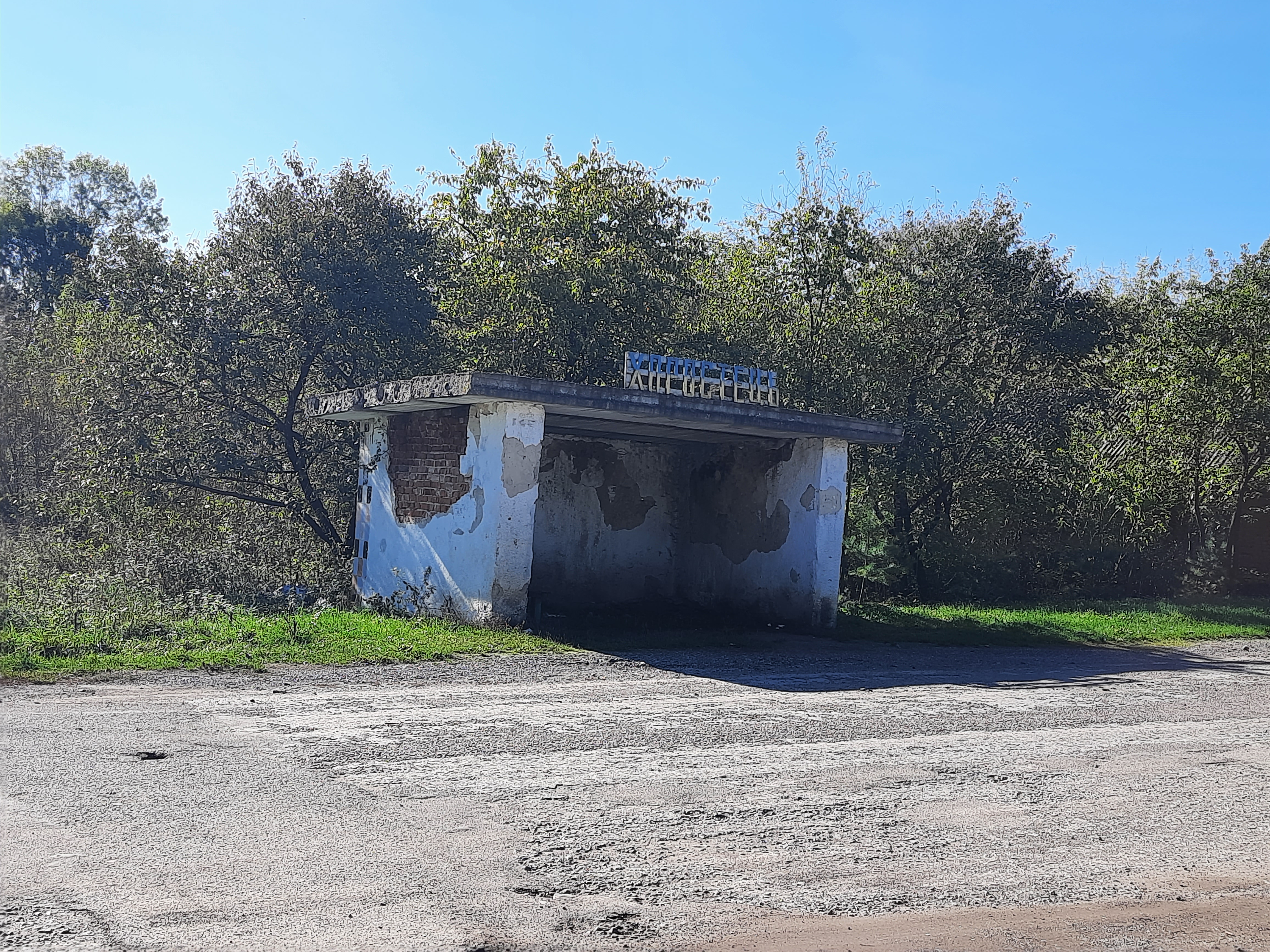
Автобусна зупинка